# فقمة مرقطة

فقمة مرقطة هي نوع من الفقميات تعيش شمال المحيط الهادئ، بحر بيوفورت، بحر تشوكشي، بحر بيرنغ وبحر أوخوتسك.